# Spider Jerusalem
Spider Jerusalem  este un personaj fictiv, fiind personajul principal și anti-eroul seriei Transmetropolitan, creată de către scriitorul american de benzi desenate Warren Ellis pentru Vertigo Comics, aflată în prezent în proprietatea companiei DC Comics.
Pe numele său complet, Spider Django Heraclitus Jerusalem, el este un jurnalist gonzo care scrie despre ipocrizia politicienilor, sărăcia, rasismul, lipsa unei dorințe de a lupta pentru o viață mai bună, mizeria intelectuală. Spider se evidențiază prin cinismul cu care abordează fiecare situație. El nu-și dorește faimă, urăște ipocrizia și prostia, iar singura lui dorință este de a oferi oamenilor Adevărul, chiar dacă asta îl poate costa viața.
Personajul are ca inspirație viața jurnalistului american Hunter S. Thompson.

## Origini
Aflăm încă de la începutul seriei că Spider Jerusalem era unul dintre cei mai cunoscuți jurnaliști din megalopolisul futuristic denumit simplu, Orașul (The City). Trecuseră cinci ani de zile de când Spider ieșise la pensie și se refugiase în munți , la marginea orașului. În tot acest timp, el a rupt orice legătură cu civilizația, devenind un pustnic, pentru a scăpa de poluarea și zgomotul orașului, dar mai ales de rușinea de a nu mai putea găsi adevărul.Într-o zi, el primește un telefon de la fostul său agent, care îî reamintește că mai avea de scris două cărți pentru a-și onora contractul. Având nevoie de zgomotul și de agitația orașului pentru a scrie, Spider se vede nevoit să se reîntoarcă în Oraș, metropola pe care o urăște din tot sufletul, dar fără de care se vede în imposibilitatea de a scrie.
O dată întors în oraș, Spider Jerusalem se duce direct la fostul său colaborator Mitchell Royce,devenit acum redactor-șef la ziarul Cuvântul (The Word) și îi cere o slujbă. Acesta, bucuros că ziarul va avea din nou un nume mare alături, îi oferă un post de editorialist fără să stea pe gânduri.

## Personalitate și înfățisare
La începutul seriei, Spider Jerusalem este portretizat drept un om rupt de civilizație, cu părul lung și neîngrijit. O dată întors în oraș, primește de la Mitchell Royce un apartament într-o zonă rău famată a orașului, unde printr-o eroare a sistemului de operare al robotul controlat de AI cauzată de consumul de droguri  devine spân. 
Din punct de vedere fizic, el este descris drept un om mic de statură, cu un nas lung și dinți stricați. Are corpul acoperit de tatuaje de culoare neagră, care combină elemente geometrice și tribale dar și diferite mesaje de referință occidentală. Tatuajul său caracteristic este un păianjen situat pe frunte. 
De obicei Spider nu poartă haine, însă când împrejurările o cer el poartă un costum de culoare neagră, fără cămașă, prin care se pot observa numeroasele sale tatuaje și o pereche de ghete de piele de culoare neagră. Un element caracteristic al garderobei sale sunt ochelarii de soare asimetrici,cu lentila dreaptă de culoare roșie și stânga de culoare verde. Ochelariie conțin o cameră video ascunsă.
Din punct de vedere moral, el reprezintă tipologia anti-eroului depravat, lipsit de orice urmă de compasiune pentru alți oameni și cu o atitudine vădită de mizantropie.
Printre subiectele principale ale scrierilor sale se numără ipocrizia clasei politice, sărăcia și rasismul. În ciuda aparențelor, el este loial prietenilor și colaboratorilor săi însă este iute la mânie și răzbunător dacă cineva îl trădează.
Mitchell Royce, editorul său, consideră că Spider Jerusalem trebuie să fie disprețuit de către comunitate pentru a putea funcționa cum trebuie ca și scriitor și jurnalist. 
În universul postcyberpunk creat de Warren Ellis, consumul de droguri nu mai este considerat un subiect tabu, fiind la ordinea zilei. Un element caracteristic al personajului este consumul de droguri, de la cofeină și amelioratori de inteligență, la amfetamină și barbiturice, precum și consumul în cantități mari de alcool și tutun.

## Legături externe
https://comicvine.gamespot.com/spider-jerusalem/4005-15813/
http://kktcuochi.blogspot.ro/2013/11/6-motive-sa-citesti-transmetropolitan.html